# Rudolf Illovszky
Rudolf Illovszky (21 de febrero de 1922 - 23 de septiembre de 2008, Budapest) fue un futbolista internacional y entrenador húngaro. Como jugador, Illovszky desarrolló toda su carrera en el Vasas Budapest como defensa. Tras retirarse como futbolista inició su etapa como entrenador en la que entrenó al Vasas y a la selección de Hungría en diferentes etapas. Leyenda del Vasas, el club nombró al Stadion Rudolf Illovszky en su honor. Falleció en Budapest de neumonía a los 86 años de edad.

## Palmarés

### Jugador
Vasas SC
- Copa de Hungría: 1955
- Copa Mitropa: 1956

### Entrenador
Vasas SC
- Campeonato de liga de Hungría: 1961, 1962, 1965, 1977
- Copa de Hungría: 1986
- Copa Mitropa: 1960, 1962, 1965

Hungría
- Juegos Olímpicos de Múnich 1972: medalla de plata
- UEFA Euro 1972: cuarto puesto